# 2013 BN27
2013 BN27, também escrito como 2013 BN27, é um corpo celeste que é classificado como um damocloide. O mesmo possui uma magnitude absoluta de 17,1 e tem um diâmetro com cerca de 1,7 km.

## Descoberta
2013 BN27 foi descoberto no dia 17 de janeiro de 2013 através do Catalina Sky Survey.

## Órbita
A órbita de 2013 BN27 tem uma excentricidade de 0,976 e possui um semieixo maior de 65,303 UA. O seu periélio leva o mesmo a uma distância de 1,564 UA em relação ao Sol e seu afélio a 101,8 UA.